# 全面液晶機
全面液晶機（ぜんめんえきしょうき）とは、パチスロ遊技機の前面パネルに大型液晶ディスプレイを設置した機種。またはパチンコ遊技機のセル盤面を透明アクリルとして、その背面に大型液晶ディスプレイを設置した機種である。

## 経緯

### 前史
当初は、「液晶パチスロ」として、メインリールを液晶のビデオリールに置き換えた機種が開発予定であり、サミー、カプコン、セガ（後のセガ・インタラクティブ）などが参加して業界団体も作られ、試作機も作られた。また、パチスロの出玉性能を基準としたビデオポーカーなどの制作も模索されていたが、いずれも実現せず、団体は解散した。
その後実際にパチスロに液晶ディスプレイが搭載されたのは2000年が最初である（パチンコより9年遅れての実現である）。当初の想定と異なりメインリールとは独立した演出用の装置として搭載された。当時の液晶の大きさは4インチ程度に過ぎなかったが、液晶の価格低下に伴い、その後の機種では徐々に大型化されてきた。
2000年、『ゲゲゲの鬼太郎』（サミー）
パチスロに初めて液晶ディスプレイを搭載した。
2002年、『ネオプラネットXX』（山佐）
液晶ではないが、「EL VISION」と呼ばれる有機ELディスプレイをリールの前面パネルに配して、リールに重ねて演出を表示する筐体を採用した。
2003年、『キングキャメル』（サミー）
液晶ではないが、パチスロの規則によって制約を受けるメインリールのコマ数を減らした上で小型化して上部に配置し（以下「簡易メインリール」と呼ぶ）、従来のメインリールの位置にはドリームリールという演出用のリールを配置した。簡易メインリールは払い出し絵柄の組み合わせを複雑にして、メインリールと意識させないように工夫されていた。ドリームリールは5コマ以上のスベリ、スロー、再始動、逆回転など今までのパチスロのメインリールにはない動きを「あたかもメインであるかのようなリール」で実現することによって全く新しいゲーム性を提供した。

### 登場
2003年、『花火百景E』（エレコ）
アルゼディスプレイ搭載機種であり、透過型大型液晶ディスプレイをメインリールの前面に配している。全面液晶のためリール上にも映像を投影することができた。
2004年、『ガメラハイグレードビジョン』（ロデオ）
ドーナツビジョン搭載機種であり、メインリールの位置を四角くくり抜いた穴あき大型液晶ディスプレイを前面に配している。リール部分には液晶画素が入っていないため（電気的には配線されている）、リール上には映像を投影することはできない。
2004年、『カイジ』（ロデオ）
透過型でも穴あきでもない通常の液晶ディスプレイを前面に配し、キングキャメル同様、簡易メインリールを上部に配している。これにより、擬似液晶パチスロ機が実現した。ただし、ボーナスを発動させるには簡易メインリールのボーナス絵柄を目押しして揃える必要があるため、『カイジ』ではボーナス放出後に「上を目押ししてね」というメッセージが液晶上に出現する。
2005年、『夢夢ワールドDX』（SANKYO）
パチンコのフィーバーパワフル以来SANKYOのイメージキャラクター的な存在となっている夢夢ちゃんを登場させ、擬似液晶パチスロ機の第2号機となった。『夢夢ワールド』では簡易メインリールのコマ数が一般的なパチスロと同じ21コマになり、小役・リプレイ絵柄も普通のパチスロと同じフルーツが採用された。また、Bタイプにすることによって簡易メインリールのボーナス絵柄の目押しも『カイジ』の全リールから中リールのみなり、目押しの手間が軽減された。なお、『夢夢ワールド』では液晶擬似リールは特定のステージにいるときだけ出現するようになっている。
2006年、『フィーバー・ロード・オブ・ザ・リング』（ビスティ）
人気映画『ロード・オブ・ザ・リング』のタイアップであり、5号機初の擬似液晶パチスロ機となった。ボーナスフラグが成立しても告知しないまま（この状態では絶対に告知されない）、簡易メインリールのボーナス絵柄が揃い（あるいはプレーヤーが目押しして揃え）、次のゲーム（正確には1回目のJACインであり、JACインに当選しなければ更に先のゲームになる）で液晶擬似リールのボーナス絵柄が揃って、ボーナスアクションが発生する仕様になっていた。このため、稀にボーナス絵柄が揃った状態で台が放置されることもあり、ハイエナの格好のターゲットになった。
2007年、『魁!!男塾』（ロデオ）
『らくちん沖姫』（エレコ）や『ドカベン』（ロデオ）で採用された「目押し不要で揃うCT絵柄」が採用された。通常遊技中に見えても徐々にコインが増える、2号機時代の小役の集中に似た機能である。ただし、この機種はボーナス中心のゲーム性である。
2007年、『バトルシーザーXXX』（ミズホ）
17インチの液晶が搭載され、簡易メインリールの位置は上部ではなく、液晶とストップボタンの間に手前に突き出る形で配置された。アルゼはかつてこの位置に液晶を搭載した台を発売しており、それが液晶とメインリールの位置が逆転した形で復活した。この筐体にはX筐体という名がついており、今後発売されるアルゼ系の台にも使用されることが予定されている。『バトルシーザーXXX』では液晶がメインであるが簡易メインリールも重要な役割を持っているため、複合的な楽しみ方ができる機種である。

### 5号機での制約
5号機への規則改定により回転中のメインリール図柄を認識しづらくすることが禁止され、回転中のリール上に映像を投影することは禁止された(全てのリールが停止しているときはOK)。
そのため、透過型液晶ディスプレイ筐体を使う場合でも、リール部分以外にのみ演出を表示しており、実質的に穴あき液晶筐体と同等になった。

## パチンコ機
パチンコに搭載されている液晶画面は年々拡大する一方であったが、画面の大型化に伴いセル（パチンコ機の盤面）に液晶を埋め込む従来の方法では釘の配置等に大きな制約を受けることになる。これを解消する手段として、アクリル樹脂製のセルの背後に20インチ程度の大型液晶を配置する、全面液晶タイプのパチンコ機が登場することになった。
パチンコの全面液晶機は、セル部分に液晶がついているタイプと枠部分に液晶がついているタイプに大別される。枠部分に液晶がついているタイプの場合、機種を変更するのに液晶部分を交換する必要がなく経済的である。
初めて登場した全面液晶機は2002年に開催された、「パチンコ・パチスロ産業フェア2002」において平和が試作展示していた『PX2002』である。この台は、全面液晶の他にカメラも搭載されていたが、当時のコストの問題から全面液晶ではなくカメラ機能のみを搭載し、『CR神龍物語』として発売された。
その後、2004年にミズホから『CR雀帝倶楽部』が初の全面液晶機として発売された。同機に採用されたエアビジョン全面液晶枠は『CRシンドバッドアドベンチャー』（2005年）までの7機種で使われた。
また平和からは、『CR燃える闘魂アントニオ猪木』（2006年）で初めて使われたSS枠がある。ただし、SS枠3作目にあたる『CR時代をまたぐよ!黄門ちゃま』（2007年）では、枠上のセルに役物を配して画面の一部を隠して使用している。

## 全面液晶機の一覧

### 4号機
- 花火百景E（エレコ）
- ガメラハイグレードビジョン（ロデオ）
- カイジ（ロデオ）
- 夢夢ワールドDX（SANKYO）
- 鬼浜爆走愚連隊（アビリット）

### 5号機
- フィーバー・ロード・オブ・ザ・リング
- GTO
- 名探偵ホームズ（以上、ビスティ）
- 魁!!男塾（ロデオ）
- バトルシーザーXXX
- 青ドン
- 赤ドン（以上、ミズホ）
- 機動警察パトレイバー
- エイリアン2（以上、アビリット）
- 湘南爆走族（大一商会）
- スター・ウォーズ
- ストップ!! ひばりくん!
- インディ・ジョーンズ
- 銀河鉄道物語（以上、SANKYO）

### パチンコ機
（主要機種を掲載）
枠部分に液晶がついているタイプ
- CR雀帝倶楽部・CRキューティーハニー・CRシンドバッドアドベンチャー（ミズホ）
- CRサンダーV（メーシー販売）
- CR燃える闘魂アントニオ猪木・CRケンケンのハワイDEアロハ・CRルパン三世ルピナスタワーのダイヤを狙え（以上、平和）

セル部分に液晶がついているタイプ
- CR天空歌舞伎・CR闘牌伝説アカギ（奥村遊機）
- CRコブラ〜終わりなき劇闘〜・CR花の慶次〜斬（ニューギン）
- CRペルソナ3（タイヨーエレック）